# 14007 Fiamingo
14007 Fiamingo este o planetă minoră (asteroid), cu un diametru de 5,198 km, din centura de asteroizi. A fost descoperită pe 9 octombrie 1993 la Observatorul La Silla de Eric Walter Elst. 
Obiectul prezintă o orbită caracterizată de o semiaxă mare de 2,5891956 UAi, o excentricitate de 0,2, o înclinație de 3,60527 ° în raport cu ecliptica.